# Dots and lines/とめる
『dots and lines loves Mummy-D/とめる』(ドッツ・アンド・ラインズ・ラブズ・マミー・ディー/とめる)は一青窈の16枚目のシングル

## 解説
CDシングルとしては2010年の『冬めく/花のあと』より約2年振りとなる。
本作は両曲ともアニメ『ZETMAN』のそれぞれオープニング・テーマとエンディング・テーマとなっており、本シングルが発売される前の4月11日にデビュー10周年を迎えた記念として行われている『10ヶ月連続配信企画』の第5弾として先行配信されている。
「dots and lines loves Mummy-D(ライムスター)」は一青曰く「私としては、世代的に勧善懲悪と言う感じで育ってきていたので、そもそもの正義とは何か？悪とは何か？と言う問い掛けを提示するような感じは珍しいことでしたね。その分、作詞の方はとても難しかったですね。」と語っており、一方の「とめる」の方は「この曲の詞は"ビスを止める"から、"想いを止める"とか、"二人の絆を止める"と言う意味合いへの繋がりを持たせるようにして作詞をしました。」と語っている。

## 収録曲
1. dots and lines loves Mummy-D(ライムスター)
作詞：一青窈/Mr.Drunk / 作曲：小林武史/Mr.Drunk / 編曲：小林武史
アニメ『ZETMAN』オープニング・テーマ
2. とめる
作詞：一青窈 / 作曲・編曲：小林武史、武部聡志
アニメ『ZETMAN』エンディング・テーマ
3. 覚醒！ZETMANトークセッション 一青窈×浪川大輔×宮野真守
bonus track
初回プレス限定収録

## 収録アルバム
dots and lines loves Mummy-D(ライムスター)
- 『一青十色』

とめる
- 『一青十色』